# Đài Phát thanh Farda
Đài Phát thanh Farda là ban Iran của Đài châu Âu Tự do/Đài Tự do (RFE/RL). Đài phát sóng 24 giờ mỗi ngày bằng tiếng Ba Tư từ trụ sở tại Praha, Cộng hòa Séc. Đài Phát thanh Farda lên sóng lần đầu vào tháng 12 năm 2002. Đài Phát thanh Farda phát các chương trình về chính trị, văn hóa, xã hội và nghệ thuật tập trung vào Iran. Cái tên "Farda" có nghĩa là "ngày mai" trong tiếng Ba Tư. Đài Phát thanh Farda liên tục bị nhà cầm quyền Iran gây trở ngại trong suốt lịch sử của đài.
Được thành lập tháng 12 năm 2002 và là cơ quan tiếp nối ban tiếng Ba Tư Đài châu Âu Tự do/Đài Tự do, Đài Phát thanh Farda cung cấp các tin tức khách quan và chính xác để đối phó với sự kiểm duyệt của nhà nước và hệ tư tưởng của họ dựa trên phương tiện truyền thông. Đài Phát thanh Farda cũng đã mở trang trực tuyến năm 2006 và có trên 3 triệu lượt truy cập mỗi tháng.

## Lịch sử
Đài Phát thanh Farda được thành lập vào năm 2003 trong một nỗ lực chung của Đài châu Âu Tự do/Đài Tự do và Đài Tiếng nói Hoa Kỳ (VOA). Năm 2007, Hội đồng Quản trị Phát thanh Truyền hình của Chính quyền (Broadcasting Board of Governors) (BBG) đã quyết định chuyển tất cả các hoạt động của Đài Phát thanh Farda về Đài châu Âu Tự do/Đài Tự do. Sau đó, vào tháng 7 năm 2008, Đài châu Âu Tự do/Đài Tự do chịu trách nhiệm duy nhất cho tất cả các chương trình của Đài phát thanh Farda.
Năm 2009, hệ thống tin nhắn di động, Facebook và Twitter của Đài Phát thanh Fardabawtss đầu hoạt động. Thính giả của Farda đã gửi hàng nghìn lời nói, tin nhắn văn bản và thư điện tử cũng như các bình luận trên trang điện tử và Facebook.